# Kekenodon
Kekenodon — вимерлий кекенодонтидний ранній кит з пізнього олігоцену (чатський) Нової Зеландії. Хоча іноді його класифікують як базилозаврид, містицет або одонтоцет, останні роботи припускають, що він являє собою філогенетичну проміжну форму між Basilosauridae і Cetacea.

## Класифікація
Кекенодон вважався членом підродини базилозавридів Dorudontinae в класичній монографії про Archaeoceti Келлога (1936).
«Squalodon» gambierensis з Австралії є близьким родичем Кекенодона.